# Luchthaven Provideniejabocht
Luchthaven Provideniejabocht (Russisch: Аэропорт Бухта Провидения; Aeroport Boechta Providenieja) is een kleine luchthaven aan de Provideniejabocht op 3 kilometer ten zuiden van de plaats Oereliki en ongeveer 9 kilometer (over de weg) ten zuidoosten van de gelijknamige plaats Providenieja in het uiterste noordoosten van het Russische autonome district Tsjoekotka. De luchthaven wordt vooral gebruikt door kleine transportvliegtuigen en helikopters en heeft 4 betonnen parkeerplaatsen voor vliegtuigen. Volgens rapporten zouden er in het verleden ook legervliegtuigen van het type Tupolev Tu-95 zijn geland voor bevoorradingsdoeleinden voor militaire oefeningen. De luchthaven wordt alleen overdag gebruikt.
Iets ten zuidoosten van de luchthaven ligt een verlaten landingsstrook uit de Sovjettijd.